# Idioma wamin

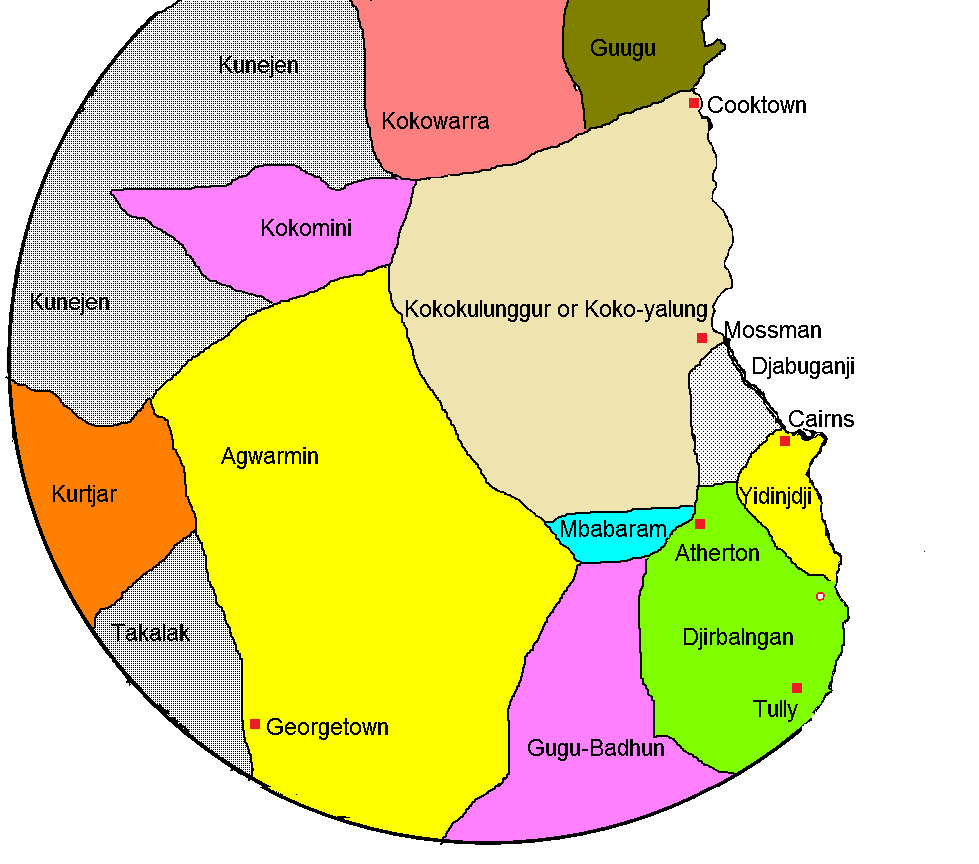
Tierras tradicionales de las aborígenes australianos tribus alrededor de Cairns.

Agwamin (también Wamin, Ewamin) es un idioma extinto aborigen australiano del Norte de Queensland hablado por el pueblo agwamin. Se hablaba tradicionalmente en la Región de Etheridge, en las áreas alrededor de Einasliegh, Georgetown y Mount Surprise. Solo había un hablante vivo del idioma en 1981.

## Nombres y dialectos alternativos
Anteriormente se pensaba que Agwamin y Wamin eran intercambiables y mutuamente inteligibles. Dixon (2002) considera a Wamin como un nombre alternativo para Agwamin. Sin embargo, la comparación de una lista de palabras Agwamin y Wamin, recopilada por Sutton, mostró que eran dialectos separados.: 116–117 
La siguiente es una lista de nombres alternativos para Agwamin:
- Wamin
- Ewamin
- Wimanja
- Egwamin
- Gwamin
- Ak Waumin
- Wamin
- Wommin, Waumin, Wawmin
- Walamin
- Wommin
- Walming
- Wailoolo

## Vocabulario
Algunas palabras del idioma agwamin, tal como las escriben y escriben los autores agwamin, incluyen:
- Bungaroo: tortuga
- Bunnah: agua (fresca)
- Burri: roca
- Gugrah: luna
- Gulberri: chico
- Guyur: pez
- Mulla: mano
- Pumbarra oomba: buen día
- Yabu: padre